# Vrána domácí
Vrána domácí (Corvus splendens) je velký druh pěvce z čeledi krkavcovitých (Corvidae).

## Popis
S délkou asi 42 cm se co do velikosti pohybuje mezi kavkou (C. monedula) a vránou černou (C. corone). Čelo, temeno, hrdlo a vrchní část hrudi má sytě černé, zatímco hrdlo a zbytek hrudi jsou šedo-hnědé. Černého zbarvení jsou i křídla, ocas a končetiny.

## Rozšíření
Vrána domácí je rozšířena na rozsáhlém území jižní Asie, konkrétně na území Nepálu, Bangladéše, Indie, Pákistánu, Srí Lanky, na Maledivách a Lakadivách, v jihozápadním Thajsku a jižním Íránu. Asi v roce 1897 byla zavlečena do východní Afriky – do okolí Zanzibaru a Port Sudanu a relativně nedávno také na území Evropy, konkrétně do Nizozemska, kde od roku 1998 úspěšně hnízdí. Žije v lesích a pobřežních bažinách, ale velmi hojně také v blízkosti lidských obydlí, a to jak v malých vesnicích, tak i ve velkoměstech. Např. v Singapuru na 1 km2 v roce 2001 žilo průměrně 190 vran domácích.
Od roku 2016 je na Seznamu invazních nepůvodních druhů s významným dopadem na Unii (myšleno Evropskou unii).

## Hnízdění
Hnízdí přednostně na velkých stromech, ale často i na telegrafních drátech. V jedné snůšce bývá 3–6 světle modrých, jemně tmavě skvrnitých vajec. V jižní Asii se také stává obětí hnízdního parazistismu ze strany kukačky koel (Eudynamys scolopaceus).

## Potrava
Je velmi oportunistická, požírá odpadky, hmyz, malé plazy a jiné menší obratlovce, ptačí vejce a mláďata, semena i ovoce. Po potravě přitom nejčastěji pátrá na zemi.

## Galerie

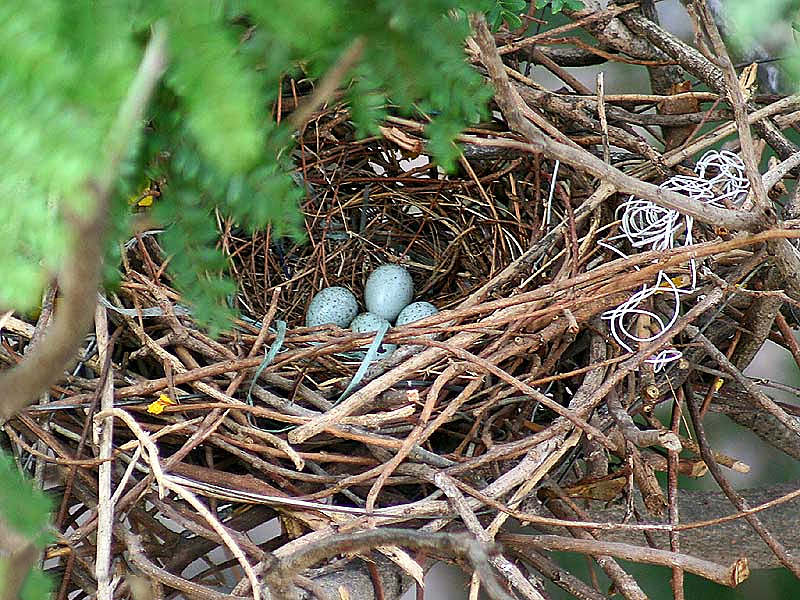
Hnízdo s vejci
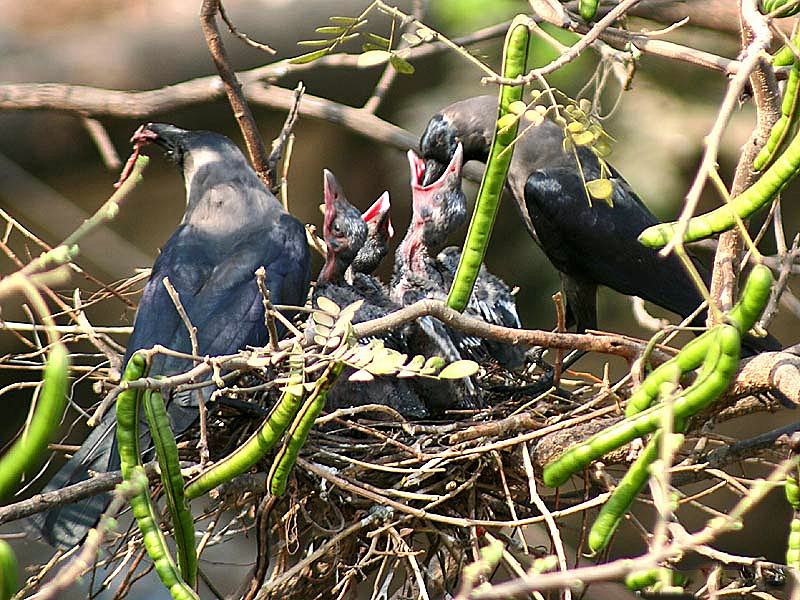
Dospělci při krmení mláďat
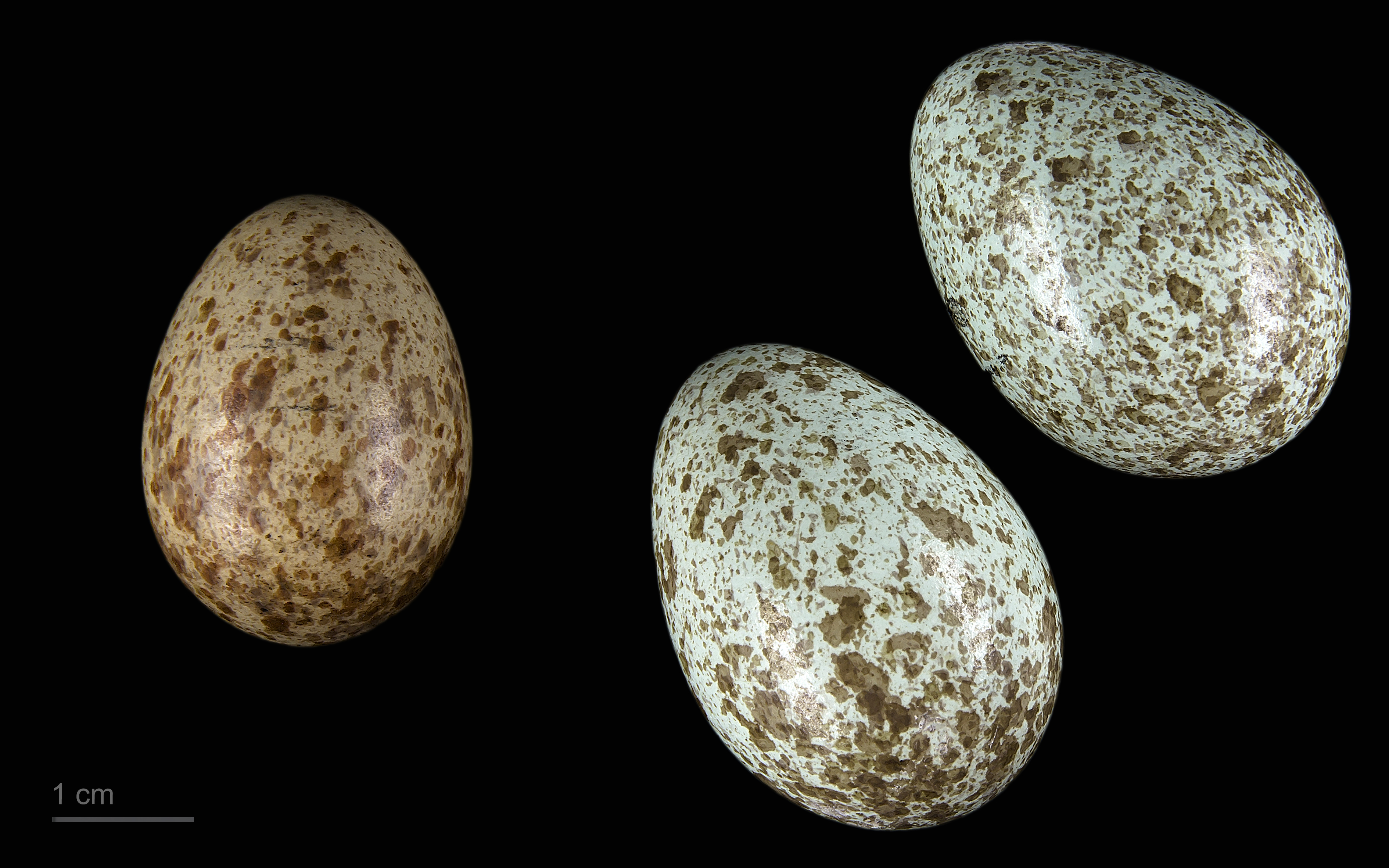
Eudynamys scolopaceus + Corvus splendens